# بني نصار (بني سدرت بني بوزكري)
بني نصار هو دُوَّار يقع بجماعة بني سميح، إقليم شفشاون، جهة طنجة تطوان الحسيمة في المملكة المغربية. ينتمي الدوّار لمشيخة بني سدرت بني بوزكري التي تضم 10 دواوير. يقدر عدد سكانه بـ 577 نسمة حسب الإحصاء الرسمي للسكان والسكنى لسنة 2004.

## روابط خارجية
- البوابة الوطنية للجماعات الترابية نسخة محفوظة 12 مارس 2018 على موقع واي باك مشين.
- المندوبية السامية للتخطيط